# Aspelta
Aspelta fue Rey de Kush (Nubia) entre los años 593 a. C. - 568 a. C. del llamado período Napata. Otras grafías de su nombre: Aspalta.

## Biografía

### La elección
Fue hijo del rey Senkamanisken, quien reinó entre el 643 y el 623  a. C., y su esposa Nasalsa, hija de Atlanersa. A la muerte de su padre asumió el trono su hermano Anlamani, quien reinó hasta el 593  a. C. En ese medio siglo, Kush consiguió recuperar buena parte de su poder.
Según los registros, en el 593  a. C. las tropas kushitas se concentraron en Tu-Ab, en la Montaña Sagrada (Gebel Barkal), morada de Amón-Ra, y se conformó un comité de 24 notables (seis capitanes del ejército, seis "portadores de sello de la casta sacerdotal, seis de la casta de los escribas, seis cancilleres de palacio) para elegir al sucesor de una lista de aspirantes, refiriéndose a los candidatos colectivamente como "los hermanos del rey". Esta designación puede haber sido honorífica, dado que solo consta un tercer hermano, Knemibra (Arikakamani).
Los electores manifiestan entonces que "Hay un Señor entre nosotros pero no podemos reconocerlo" y rezan a Ra para que los ilumine y proteja del mal. Solo después hacen mención a la muerte del rey Anlamani y ante el trono ya vacante deciden acudir a Amón-Ra. Que la mención de la muerte sea posterior a la de la convocatoria puede indicar tanto que esta se produjo en el contexto de una rebelión como que fue ante el deceso previsible del rey.
Cuando se presentaron al dios Amón-Ra, encontraron a los sacerdotes ya reunidos en asamblea a las puertas del templo. Estos efectuaron las aspersiones de agua para purificar el templo, las libaciones de agua y vino y oraron a Amun-Ra. cuyo oráculo proclamó a Aspelta como nuevo rey: "Él [Aspelta] es el rey y su señor, él les dará vida, deberá mantener los templos del Sur y del Norte y hacerles ofrendas. Su padre es mi hijo, el hijo de Ra, su madre la hermana real, la madre real, Maestra de Kush, Nasalsa, hija de Ra, quien vive por siempre, cuya madre era la hermana real, la Necher Tuat (alta sacerdotisa) de Amón-Ra, el Rey de los Dioses de Tebas..."
En Kush la corona se transmitía al siguiente hermano, hasta que agotada una generación pasaba a la siguiente. Dado que entonces Aspelta era el siguiente en la línea formal de sucesión, o su filiación era discutida o existían aspirantes con menos títulos pero poder real, quizá incluso un hijo de Anlamani (algunas genealogías señalan la existencia de uno, Anjkara). 
Respecto del primer caso, su filiación, algunas genealogías lo hacen hijo de Senkamanisken y de su segunda esposa, Ananimalela. No obstante, eso no debería haber sido un gran obstáculo, aunque la continuidad de la línea de Nasalsa no era trivial.
La referencia específica a Nasalsa reafirma por un lado el extraordinario poder de la reina madre en Kush, pero hay más en este caso: en otra estela, Aspelta declara que por parte de Nasalsa desciende de Amenirdis II. 
Amenirdis II fue la última "Esposa del Dios Amun" de origen nubio en Tebas. Tradicionalmente los faraones ubicaban a sus hijas en ese puesto de gran importancia religiosa (y consiguientemente política). La Dinastía XXV mantuvo esa costumbre. El mecanismo para mantener la continuidad y legitimidad que encontró en su momento Pianjy fue arreglar la "adopción" de Amenirdis I por parte de Shepenuepet, hija del Faraón egipcio Osorkon III, con lo cual a su muerte o renuncia asumiría la princesa nubia. Para los kushitas el puesto no solo les permitía controlar el clero tebano y consiguientemente sus ingentes recursos sino también obtener legitimidad.
Con la restauración de la Dinastía XXVI el faraón Psamético I utilizó la misma fórmula, arreglando ahora la adopción de su hija Nitocris por parte de Amenirdis II. Esta última, teniendo en cuenta lo afirmado por Aspelta debe haber vuelto a Kush y dado a luz.

### Rey de Kush

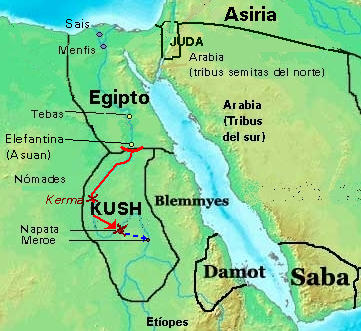
Mapa de Kush, reinado de Aspelta (campaña de Psamético II).

Obtenido el poder en una elección evidentemente manipulada por el clero pero con el consenso militar, Aspelta fue coronado. Desde el Imperio Medio, los reyes egipcios recibían cinco nombres. El primero era el nombre de nacimiento y se les confería los otros cuatro cuando accedían al trono. Kush seguía aún esa tradición. Así, Aspelta (su nombre de nacimiento) tomó como nombre real Mer-ka-ra «Amada es el alma (ka) de Ra», y recibió como nombre de Horus Nefer-ka, como nombre de Horus Dorado User-ib y como nombre de Nebty (o de las Dos Damas, Uadyet y Nejbet) Nefer-ka.
Su primera esposa fue Asartaha (o Asata), y la segunda Henuttajebit (Henut-tajebit, o Jeb), para algunos una princesa egipcia, para otros hermana de su medio hermano Anlamani, para otros hija de este último y la reina Madiqen. Con ella tuvo un hijo y heredero, Amtalqa. Tuvo aún una tercera esposa, Meqemale.
Se sabe más de su reinado que de la mayoría de los gobernantes de Kush, dado que se conservan varias estelas talladas con inscripciones y numerosos objetos. 
Si bien les debía en buena medida el poder, o quizá justamente por ello, la relación con el poderoso clero no fue buena. En efecto, una de las estelas deja constancia de la condena a muerte de un grupo de sacerdotes por conspirar contra el rey.
Pero la mayor crisis ocurrió a solo dos años de asumir, en el 591  a. C., cuando el faraón de la Dinastía XXVI Psamético II invadió Kush, probablemente como acción preventiva ante los preparativos que Aspelta estaba efectuando para la reconquista de Egipto. 

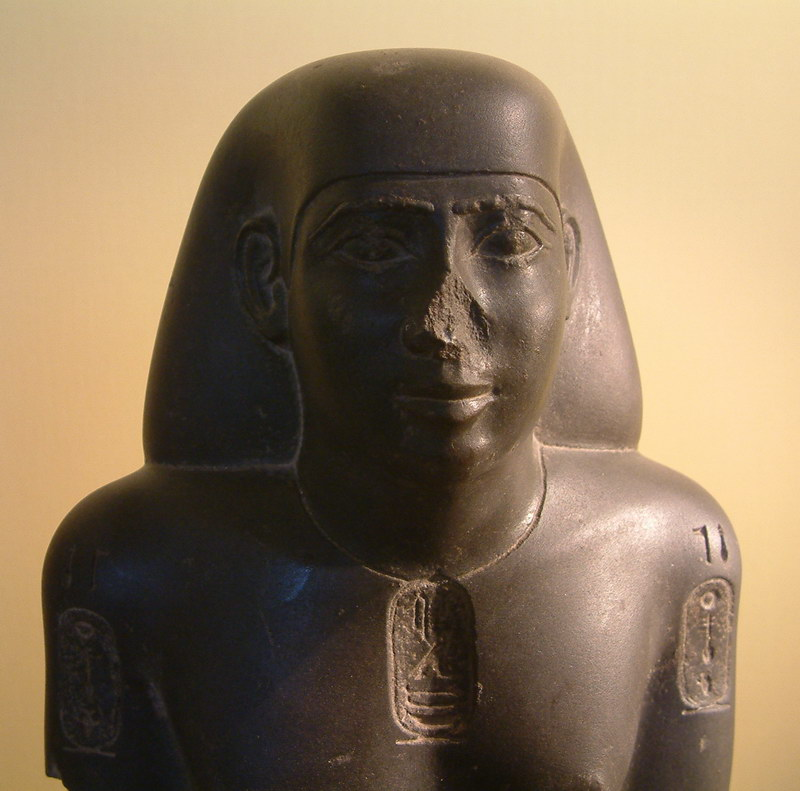
Psamético II. Louvre.

Mapa de Napata.

El ejército invasor, integrado principalmente por mercenarios libios, griegos (de Cirene, Rodas), Teos, Kolophon, etc.), carios y judíos, partió de Elefantina (Asuan, en la primera catarata). Las tropas extranjeras eran dirigidas por el general Potasimto (Padisematauy), mientras que las egipcias estaban al mando directo del comandante en jefe, el general (y futuro faraón) Amasis. 
Avanzaron por el río tanto como pudieron, hasta la tercera catarata del Nilo, donde tomaron Kerma, siguieron por tierra hasta Kawa y por la ruta Meheila atacaron, capturaron y saquearon Napata. En la capital según la historiografía tradicional dañaron las estatuas de los reyes en el templo de Amun, aunque por el tipo de daño algunos dudan de que sea responsabilidad egipcia. 
Ante el rápido ataque Aspelta se replegó y trasladó la capital al sur, a Meroe. Pero después de la victoria y cumplido el objetivo de eliminar toda amenaza presente o futura, las tropas egipcias volvieron a sus posiciones originales, al norte de la primera catarata. 
Las fronteras permanecieron como al comienzo, pero las consecuencias de la derrota para Kush fueron enormes. Puso fin a todo intento real de recuperar Egipto, inició el lento declive de Napata como centro de poder administrativo a favor de Meroe, aumentó el aislamiento del país y consiguientemente generó una gradual decadencia de la influencia cultural egipcia en el pueblo y aún en su élite.
En Egipto, la política anti nubia se mantuvo activamente: se dañaron o borraron registros de los reyes de la Dinastía XXV y se mantuvo el aislamiento de Kush.
Pese a la derrota Aspelta pudo mantener el poder. Murió más de veinte años después, en el 568  a. C. y lo sucedió Amtalqa. Fue enterrado en la necrópolis de Nuri. Su pirámide es la clasificada como N.º 8, y con 27.45 metros de lado, 28,73 de altura (una inclinación de 72°), es la segunda estructura en tamaño del lugar. Como es tradición, contaba con un pequeño templete de acceso flanqueado con dos pequeñas torres. Solo una de las puertas parece haber estado decorada, mostrando al Rey frente a Anubis y Osiris.
Hay tres cámaras, construidas con paneles de piedra arenisca y decoradas. En la última cámara, la funeraria, se encuentra el sarcófago de granito tallado, de doce toneladas. El suelo estaba sembrado por más de trescientas figuras mágicas, las denominadas ushebtis, quienes servirían al rey en la otra vida. 
Gracias al derrumbe de los techos de las dos primeras cámaras, lo que la preservó de los saqueadores, se encontraron numerosos objetos, la mayoría de los cuales se encuentran hoy en el Museo of Fine Arts, de Boston, incluyendo estelas, vasos votivos, frascos de perfume de calcita, cientos de láminas de oro, una caja de madera con tres pinzas de plata, tres de oro, y un elaborado collar de cuentas de oro y amatista, una mesa de sacrificio, copas de cristal y entre otros objetos, unos quince cilindros de oro y plata dorada, muchos con la imagen de Isis alada. Estos cilindros fueron encontrados en otras tumbas reales de Kush, pero se desconoce su función. 
La tumba fue excavada por George A. Reisner en 1916-1917 quien también descubrió un palacio construido por el y su hermano en 1920.

### Imágenes
- Objetos de la tumba del Rey Aspalta
- Objetos del reinado de Aspelta en el Museo of Fine Arts, Boston
- Estatua funeraria del Rey (Shawabty), Museo of Fine Arts, Boston
- Sarcófago, Museo of Fine Arts, Boston
- Anj con el nombre de Aspelta, Petrie Museum

| Predecesor: (Período Napata) - Anlamani | Rey de Kush Período Napata | Sucesor: Amtalqa - (Período Napata) |

- Datos: Q258949
- Multimedia: Aspelta / Q258949